# Swoogle
Swoogle war eine Suchmaschine, die Dokumente, Begriffe und Daten im  semantischen Web suchen kann. Swoogle crawlt nach RDF-Dokumenten und HTML-Dokumenten mit eingebetteten RDF-Inhalten.
Man kann Swoogle über einen Browser anfragen oder für Software über Programmierschnittstellen.
Die Ergebnisseiten werden anhand von Algorithmen gelistet, die dem PageRank ähnlich sind, aber unter Berücksichtigung der Ordnungsstruktur des semantischen Webs.
Swoogle wird von der University of Maryland, Baltimore County (UMBC) mit finanzieller Unterstützung der Defense Advanced Research Projects Agency (DARPA) und National Science Foundation (NSF) entwickelt und gehostet.
Das Projekt 'Swoogle' wurde im Mai 2010 eingestellt.